# Feröeri labdarúgó-bajnokság (negyedosztály)
A 3. deild a Feröeri labdarúgó-bajnokság negyedosztálya, a bajnokság legalacsonyabb osztálya. 2005 óta nevezik 3. deildnek, mivel az első osztály azóta a mindenkori főszponzor nevét viseli, így a másodosztály lett az 1. deild és így tovább.
A 3. deild küzdelmeit négy csoportban rendezik. A szezon végén két csapat jut fel a harmadosztályba, kiesők pedig nincsenek, mivel ez a legalacsonyabb osztály. A feljutás azonban attól függ, hogy az adott klubnak van-e már csapata a fentebbi osztályban; ha igen, akkor helyette a soron következő csapat jut fel.[forrás?]

## Fordítás
- Ez a szócikk részben vagy egészben a 3. deild című angol Wikipédia-szócikk ezen változatának fordításán alapul.  Az eredeti cikk szerkesztőit annak laptörténete sorolja fel. Ez a jelzés csupán a megfogalmazás eredetét és a szerzői jogokat jelzi, nem szolgál a cikkben szereplő információk forrásmegjelöléseként.

## Külső hivatkozások
- Feröeri Labdarúgó-szövetség (feröeri, angol)